# Fröståstjärnen
Fröståstjärnen är en sjö i Bräcke kommun i Jämtland och ingår i Ljungans huvudavrinningsområde. Sjön har en area på 0,109 kvadratkilometer och ligger 341,5 meter över havet.

## Delavrinningsområde
Fröståstjärnen ingår i det delavrinningsområde (696987-152985) som SMHI kallar för Mynnar i Söån. Medelhöjden är 352 meter över havet och ytan är 7,86 kvadratkilometer. Det finns ett avrinningsområde uppströms, och räknas det in blir den ackumulerade arean 23,04 kvadratkilometer. Sågbäcken som avvattnar avrinningsområdet har biflödesordning 5, vilket innebär att vattnet flödar genom totalt 5 vattendrag innan det når havet efter 127 kilometer. Avrinningsområdet består mestadels av skog (90 procent). Avrinningsområdet har 0,1 kvadratkilometer vattenytor vilket ger det en sjöprocent på 1,3 procent.